# Peter Rist
Peter Rist (* 17. Juni 1969 in Isny im Allgäu) ist ein deutscher ehemaliger Lokalpolitiker und Musiker, Komponist, Liedtexter, Posaunist und Sänger. Als Unterhaltungsmusiker bewegte er sich stilistisch zwischen Schlager, Popmusik und Chanson.

Peter Rist präsentiert sein Debütalbum (2011).

## Familie und Privatleben
Peter Rist ist das siebte Kind einer Gastwirtin und eines Musikers. Rist ist verheiratet und hat drei Kinder. Im Juni 2013 beendete er seine politische Karriere als Finanzbürgermeister der Stadt Reutlingen und kehrte ins Allgäu zurück, um sich seiner Familie und der Musik zu widmen. 2015 beendete Rist seine musikalische Karriere und zog sich bis 2018 ins Privatleben zurück.

## Politik
Nach Abitur und Wehrdienst begann Rist 1990 mit der Ausbildung zum Gehobenen Dienst eine Beamtenlaufbahn. 1994 absolvierte er sein Staatsexamen zum Diplom-Verwaltungswirt (FH) an der Hochschule Ludwigsburg. Erste berufliche Stationen von Rist waren das Landratsamt des Alb-Donau-Kreises in Ulm und die Stadt Neresheim. 1996 wurde er Kämmerer und Leiter der städtischen Betriebe von Isny im Allgäu. Von 2005 bis 2013 war er beigeordneter Bürgermeister in Reutlingen. Aufgrund seiner musikalisch vorgetragenen Präsentation der Haushaltslage wurde er als singender Bürgermeister bezeichnet. Er verzichtete auf die Kandidatur für eine zweite Amtszeit, kehrte ins Allgäu zurück und verlagerte seine Aktivitäten stärker in die Musikbranche.
Für die Freien Wähler gewann er bei den Kommunalwahlen 2009 einen Sitz im Reutlinger Kreistag, dem er bis zu seinem Wohnsitzwechsel 2011 angehörte. Ebenso war Rist von 2014 bis 2017 Mitglied des Ortschaftsrates von Isny-Großholzleute. 2015 stellte er sich zur Wahl zum Bürgermeister in Isny. Der seit 2008 amtierende parteilose Bürgermeister Rainer Magenreuter gewann die Wahl mit 58,6 % der Stimmen, Peter Rist erreichte 40,2 % der Stimmen.
Bei den Kommunalwahlen in Bayern 2020 trat er für das Bürgerbündnis Oberallgäu als Landratskandidat im Landkreis Oberallgäu an und schied im ersten Wahlgang mit 4,7 % der Stimmen aus. Sein Mandat im Kreistag lehnte Rist erst ab, nahm es dann aber doch als parteiloses Mitglied an.

### Leugnung der Wirkung von COVID-19-Schutzmaßnahmen
Im Februar 2022 reichte Peter Rist im Kreistag Oberallgäu einen Antrag ein, in dem er unter anderem die Einstellung der COVID-19-Impfungen, der COVID-19-Testungen und der Maskenpflicht sowie eine Einflussnahme auf Medien im Landkreis forderte. Nach der Ablehnung des Antrags wegen Nichtzuständigkeit stellte Peter Rist Strafanzeige gegen die Landrätin Indra Baier-Müller und sich selbst, wegen des unterlassenen Abwendens „zigfache[n] Leid[s] von Menschen im Oberallgäu“. In den Stellungnahmen auf seiner Webseite bezeichnete er zugleich Impfungen als „unwirksam“ und die Impfkampagne als „Verbrechen“. Des Weiteren nannte er eine „Gleichschaltung der Medien“ und kündigte an, keine Rundfunkgebühren mehr zahlen zu wollen und bereits gezahlte zurückzufordern. In seinen Schreiben verwies er auf Querdenker-nahe Quellen.

## Musiker und Sänger

Peter Rist bei seiner Allgäu-Tour 2012

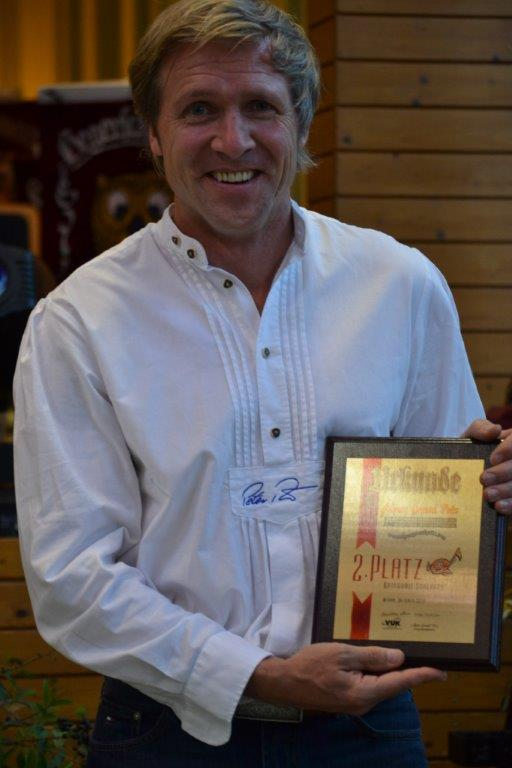
Peter Rist als 2. Sieger beim Alpen Grand Prix 2014

Peter Rist wurde früh mit Musik und Unterhaltung durch seinen Vater vertraut. Dieser war Chorleiter, Dirigent, Blas- und Tanzmusiker. Als Jugendlicher war er in unterschiedlichen Ensembles vorwiegend als Posaunist und Vokalist aktiv. Mit den Jahren trat er stärker als Tenor hervor und war Sänger in Musikgruppen. Als Vokalist verfolgte Rist einen autodidaktisch geprägten Ansatz.
Anlässlich der Heimattage Baden-Württemberg 2009 versammelte er während seiner Amtszeit als Finanzbürgermeister eine Gruppe ehrenamtlicher Kommunalpolitiker um sich und trat als „Bürgermeister Peter Rist und die Räte Reutlingens“ auf. Rist versah während seiner 8-jährigen Amtszeit auch amtliche Termine mit unterhaltsamen Elementen.

## Sozialunternehmer
Seit Ende seiner Familienphase und musikalischen Karriere ist Peter Rist im Management von Sozialunternehmen tätig. So war er unter anderem Führungskraft der St. Elisabeth-Stiftung und wurde am 1. Februar 2018 zum neuen Direktor der Katholischen Spitalstiftung Horb am Neckar gewählt, hat diese Stelle jedoch nicht angetreten.

## Musikalische Werke
Für die Heimattage Baden-Württemberg 2009 in Reutlingen komponierte und textete Peter Rist drei Titel, die auf der CD „Kultur schafft Heimat“ zu finden sind.
Im selben Jahr schrieb Rist seiner Ehefrau zum 40. Geburtstag den Titel „Nur mit dir“. Der Titel wurde von Hermann Weindorf arrangiert und ist auf seinem Debütalbum „Willkommen im Leben!“ in zwei Versionen enthalten. Das erste Album wurde im November 2011 veröffentlicht.
Sein Folgealbum „Für immer frei“ vom Juni 2013 enthält nur eigene Titel. Etliche Titel wurden mit den Komponisten Hermann Weindorf und Uwe Altenried und dem Texter Bernd Meinunger geschaffen.
Mit seinem Titel „Es gibt kein Zurück!“ gewann er beim 22. Internationalen Grand Prix der Unterhaltungsmusik 2014 (Alpen Grand Prix) den zweiten Platz als Komponist, Texter und Interpret. Bei diesem Titel stammten Live-Posaune, Begleitgesang, Nebenstimmen und Chorstimmen von ihm selbst. Die ersten beiden Alben produzierte Rist selbst, das dritte Album „Das sind wir uns wert“ vom Juli 2015 wurde gemeinsam mit Bogner Records produziert.
Seit 2014 schreibt Rist Titel und Texte auch für andere Interpreten im Bereich Popmusik und Schlager.

## Diskografie
- 2009: Kultur schafft Heimat
- 2011: Willkommen im Leben! (Leroux Records – Carlton)[18]
- 2013: Für immer frei
- 2015: Das sind wir uns wert (Bogner Records)

## Ehrungen und Auszeichnungen
Im Jahr 2013 erschien der Dokumentarfilm „Peter Rist, Idealist“ unter der Regie von Michael Schwarz.
Mit dem Titel „Es gibt kein Zurück!“ wurde Peter Rist als Interpret und Musikautor Sieger beim 22. Internationalen Grand Prix der Unterhaltungsmusik 2014 („Alpen Grand Prix“) und gewann beim Finale in Meran in der Kategorie Schlager den 2. Platz.